# 穠子内親王
穠子内親王（じょうしないしんのう、建保4年（1216年） - 弘安2年11月21日（1279年12月25日））は、鎌倉時代の皇族・女院。順徳天皇の皇女で、母は大納言局藤原位子（内大臣坊門信清の娘）。女院号は永安門院（えいあんもんいん）。
藤原隆清に扶持されていたと伝えられている。建長3年（1251年）11月2日に内親王宣下があり、同月13日に准三宮宣下および院号宣下が行われた。2年後の建長5年（1253年）8月29日に38歳で出家し、法名を理智覚と称した。弘安2年（1279年）に64歳で薨去した。